# Skype
Skype – dawny komunikator internetowy firmy Microsoft, oparty na technologii przetwarzania danych w chmurze.
Skype umożliwiał prowadzenie darmowych rozmów głosowych oraz obserwację rozmówcy poprzez kamerę internetową, a także płatnych rozmów z posiadaczami telefonów stacjonarnych lub komórkowych za pomocą technologii VoIP (Voice over IP), tzw. usługa SkypeOut. Oprócz tego Skype oferował funkcje bezpośredniej wymiany informacji tekstowych za pomocą ręcznie wpisywanych wiadomości oraz przesył plików.

## Historia
Został stworzony przez Szweda Niklasa Zennströma i Duńczyka Janusa Friisa oraz grupę estońskich programistów z Tallinna. Jego nazwa wzięła się ze zbitki sky-peer-to-peer, która przekształciła się w Skyper i ostatecznie w Skype. Program działał na kilku platformach systemowych.
Skype w czerwcu 2005 zawarł umowę z polskim portalem internetowym Onet.pl. Usługi tego komunikatora zostały włączone do oferty polskiego portalu.
We wrześniu 2005 amerykańska firma eBay ogłosiła porozumienie ze Skype Technologies i Niklasem Zennströmem dotyczące przejęcia tej spółki za 2,6 mld dolarów. Do przejęcia doszło w październiku 2005.
7 listopada 2007 wydano Skype 2.0 beta dla systemów Linux. Była to pierwsza wersja tego popularnego komunikatora obsługująca funkcję wideo na tej platformie. Kod źródłowy programu nie był ogólnie udostępniany.
1 września 2009 eBay sprzedał 65% spółki Skype Technologies firmom Index Ventures i Silver Lake Partners.
Sprzedaż spółki Skype Technologies nastąpiła 19 listopada 2009. Nowymi właściciele zostali m.in. dom inwestycyjny Silver Lake (30%), twórca Netscape’a Marc Andreessen i jego partner Ben Horowitz, kanadyjski fundusz emerytalny oraz założyciele Skype’a Niklas Zennström i Janus Friis (14%). Spółka eBay pozostawała właścicielem 30%.
Na początku maja 2011 r. ogłoszono, że Skype Technologies jest na sprzedaż. Głównym zainteresowanym w ewentualnej transakcji był Microsoft. 10 maja 2011 Skype został sprzedany firmie Microsoft za 8,5 mld USD. 6 listopada 2012 roku Microsoft ogłosił, że należący do niego komunikator internetowy Windows Live Messenger (powstały 22 lipca 1999 roku pod nazwą MSN Messenger) zostanie wycofany na rzecz Skype co nastąpiło w kwietniu 2013 roku (31 października 2014 roku w Chinach) i wszystkie jego usługi w momencie momencie zakończenia działalności zostały przeniesione do komunikatora Skype.
W lutym 2025 roku Microsoft poinformował o zamknięciu komunikatora i jednoczesnych planach rozwoju platformy Microsoft Teams. Likwidacja Skype'a nastąpiła zgodnie z zapowiedziami w dniu 5 maja tego samego roku. Od 3 czerwca 2025 roku dotychczasowy, oficjalny adres strony internetowej komunikatora przekierowuje witryny Microsoft Teams.

## Szczegóły techniczne
Skype, jak podają jego twórcy, używał zestawu modułów firmy GIPS, w tym kodeka GIPS iSAC, dostosowujący szybkość transferu danych do aktualnej przepustowości łącza (średnio 3–16 kilobajtów/s). Co ważniejsze, w przeciwieństwie do kodeków GSM i 3G, które oparte są na CELP, nie potrzebował 70–100 ms próbki testowej na resynchronizację w przypadku utraty ciągłości połączenia. Skype wykorzystywał też kodek dźwięku GIPS iLBC, przeznaczony do połączeń o małej przepływności.
Po stronie nadawcy Skype stosował procedurę GIPS AGC (Adaptive Gain Control), polegającą na ustawieniu optymalnego poziomu sygnału i redukcji szumu. U odbiorcy stosowana była procedura GIPS NetEQ APC (Adaptive Playout Controller), buforująca próbki testowe przesyłanego dźwięku, minimalizując tzw. jitter, czyli efekt różnicy opóźnień przesyłania pakietów.

## Obecność na rynku
Skype miał ponad 663 miliony zarejestrowanych użytkowników na całym świecie (dane z 31 grudnia 2010). W maju 2008 (wg badań Megapanelu) około 4 milionów użytkowników pochodziło z Polski. Polska była wtedy trzecim krajem pod względem popularności komunikatora Skype po Chinach i USA.
W dniu 21 stycznia 2013 padł rekord pod względem aktywnych użytkowników w tym samym czasie: z komunikatora korzystało naraz 50 milionów osób.

## Konkurencja
Na rynku pojawiły się konkurencyjne oferty telefonii internetowej, umożliwiające tańsze od Skype połączenia na telefony stacjonarne lub komórkowe – np. Fring, Babble, OpenWengo i Jajah.com.